# Giovanni Giuliani

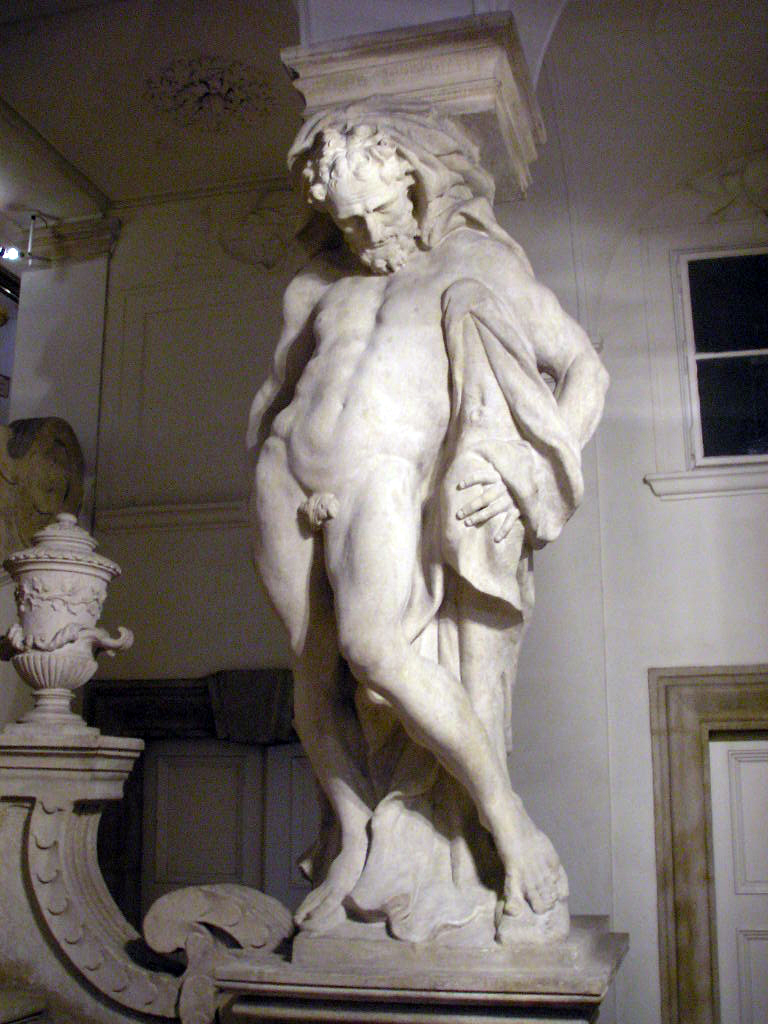
Stadtpalais des Prinzen Eugen, Detail der Prunktreppe

Puttipaar als Laternenträger, Bozzetto für die Dreifaltigkeitssäule im Stiftshof Heiligenkreuz, 1739

Giovanni Giuliani (* 1664 in Venedig; † 1744 in Heiligenkreuz, Niederösterreich) war ein italienisch-österreichischer Stuckateur und Bildhauer.

## Leben und Wirken
Giovanni Battista Pietro Giuliani wurde am 29. April 1664 in Venedig als Sohn eines Bäckers geboren. Er lernte sein Handwerk bei verschiedensten Meistern in Bologna, Venedig, Tirol und München, wobei der bekannteste Lehrer sicherlich Giuseppe Mazza war.
Ab 1690 lebte und wirkte er primär in Österreich und brachte damit die italienische, barocke Plastik in das durch die Zweite Wiener Türkenbelagerung künstlerisch ausgehungerte Wien.
Erste Aufmerksamkeit erregte er durch die Ausstattung des von Johann Bernhard Fischer von Erlach errichteten Stadtpalais’ für den Prinz Eugen von Savoyen sowie durch seine Arbeiten am Gartenpalais in der Roßau des Fürsten Johann Adam Andreas (heute Liechtenstein-Museum).
Finanzielle Probleme bewogen ihn, am 25. Februar 1711 eine lebenslange Bindung als Familiare mit dem Stift Heiligenkreuz einzugehen, im Gegenzug für die Abtretung seiner verbliebenen Geldmittel, Werke und des Verzichtes auf künftige Geldforderungen für die zu schaffenden Werke für das Kloster, stellte der Orden einen kostenlosen Betrieb der Bildhauer-Werkstatt sicher. Der bedeutendste Mitarbeiter und Schüler dieser Werkstatt war Georg Raphael Donner.
Bis zu seinem Tod, am 5. September 1744 gestaltete er wesentlich den Umbau des Stiftes Heiligenkreuz sowie des Heiligenkreuzerhofs in Wien. Zu seinen bemerkenswertesten Arbeiten zählt das Chorgestühl in Heiligenkreuz und die Bernhardskapelle im Heiligenkreuzerhof. Aber auch in anderen Kirchen in der Umgebung von Heiligenkreuz, wie in Gaaden findet man seine Spuren, die durch Verkäufe bis in das Stift Admont reichen.
Gestorben ist Giuliani in Heiligenkreuz, wo er auch in der Stiftskirche wie Martino Altomonte seine letzte Ruhestätte fand.

## Werke
- um 1730 Kruzifix, seit 1974 Katholische Pfarrkirche Timelkam
- nach 1735 Ausstattung der Pfarrkirche Gaaden

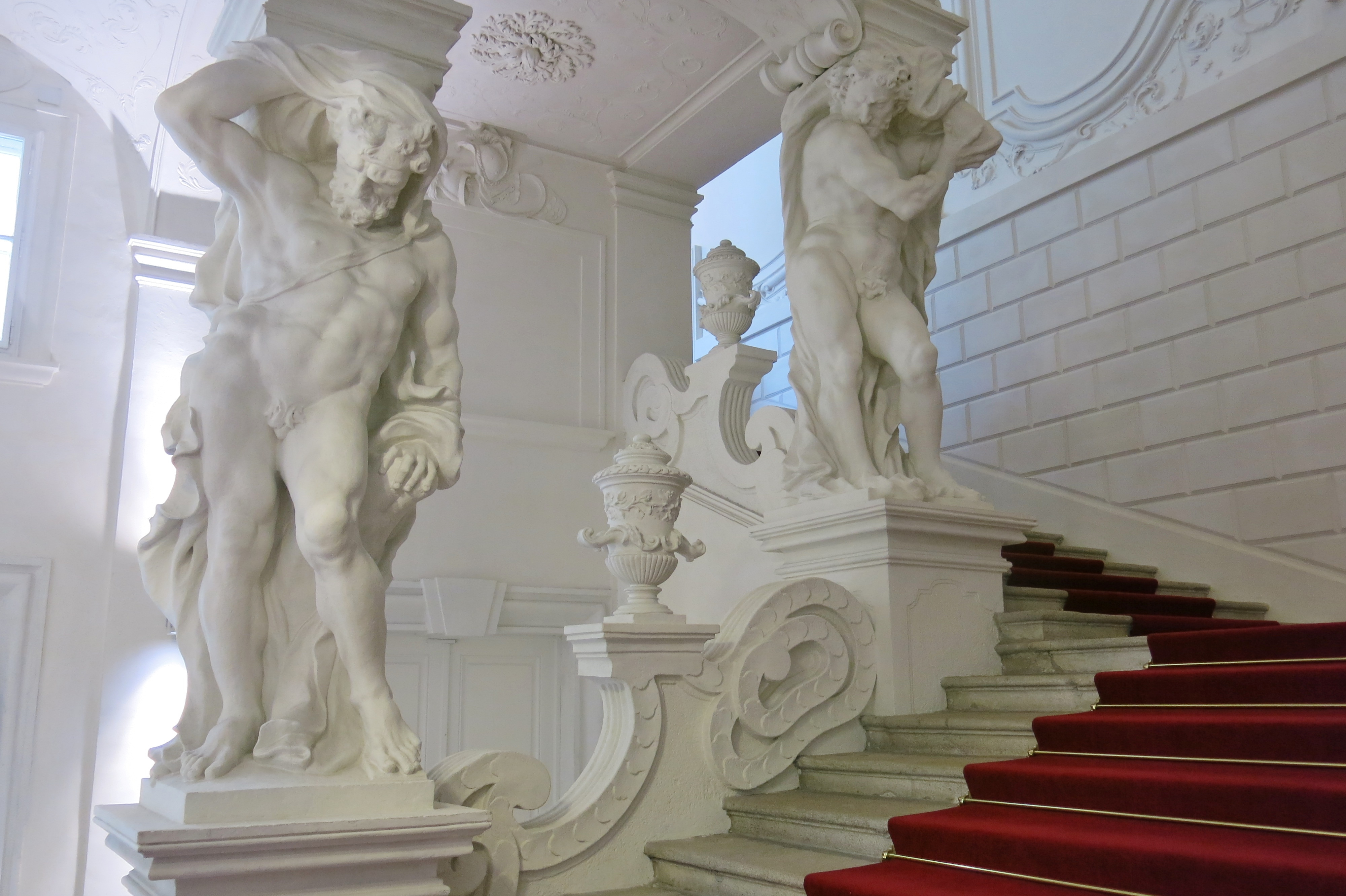
Winterpalais Prinz Eugen, Stiegenaufgang
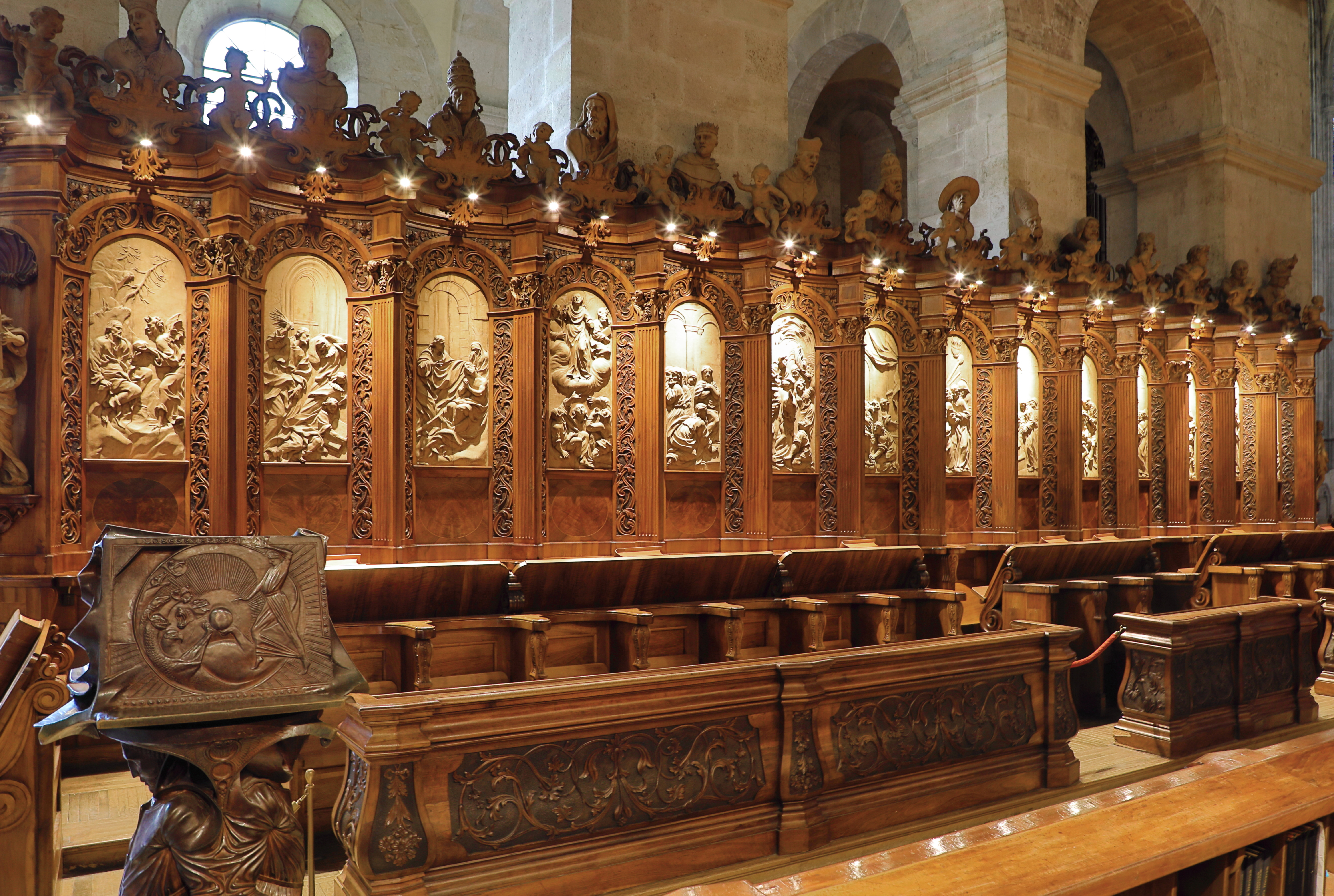
Chorgestühl in der Stiftskirche Heiligenkreuz
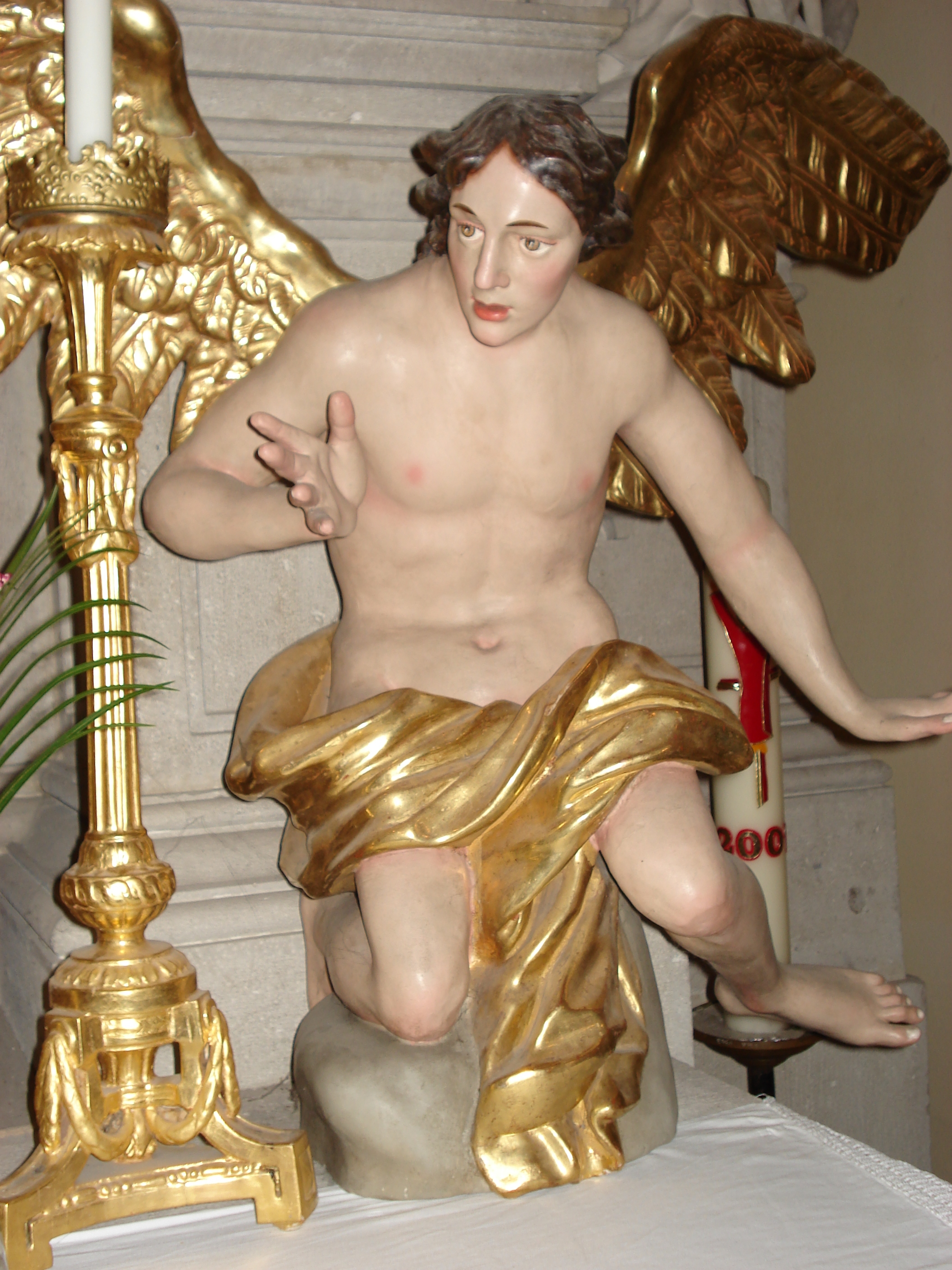
Pfarrkirche Kaisersteinbruch
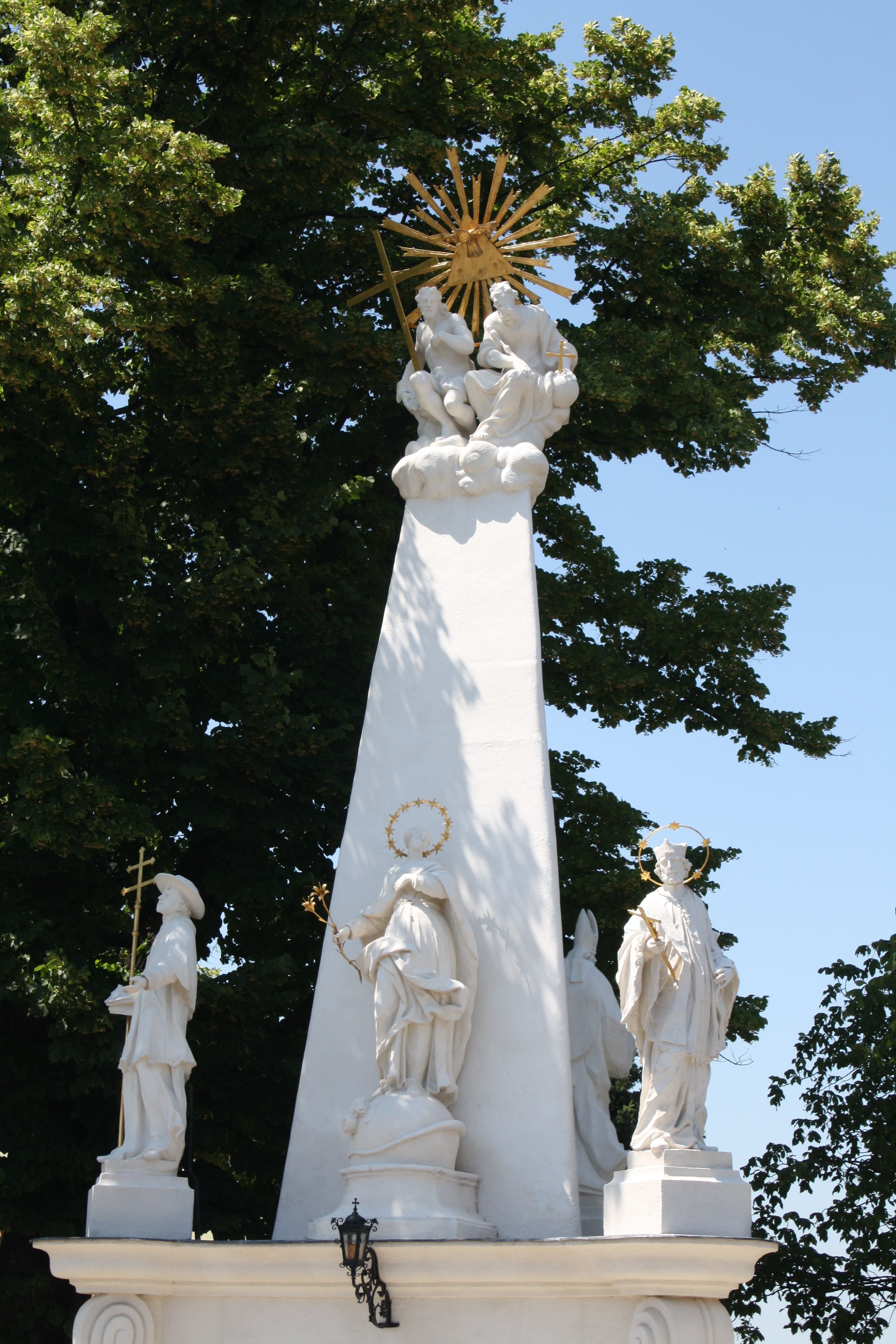
Dreifaltigkeits-Säule Petronell
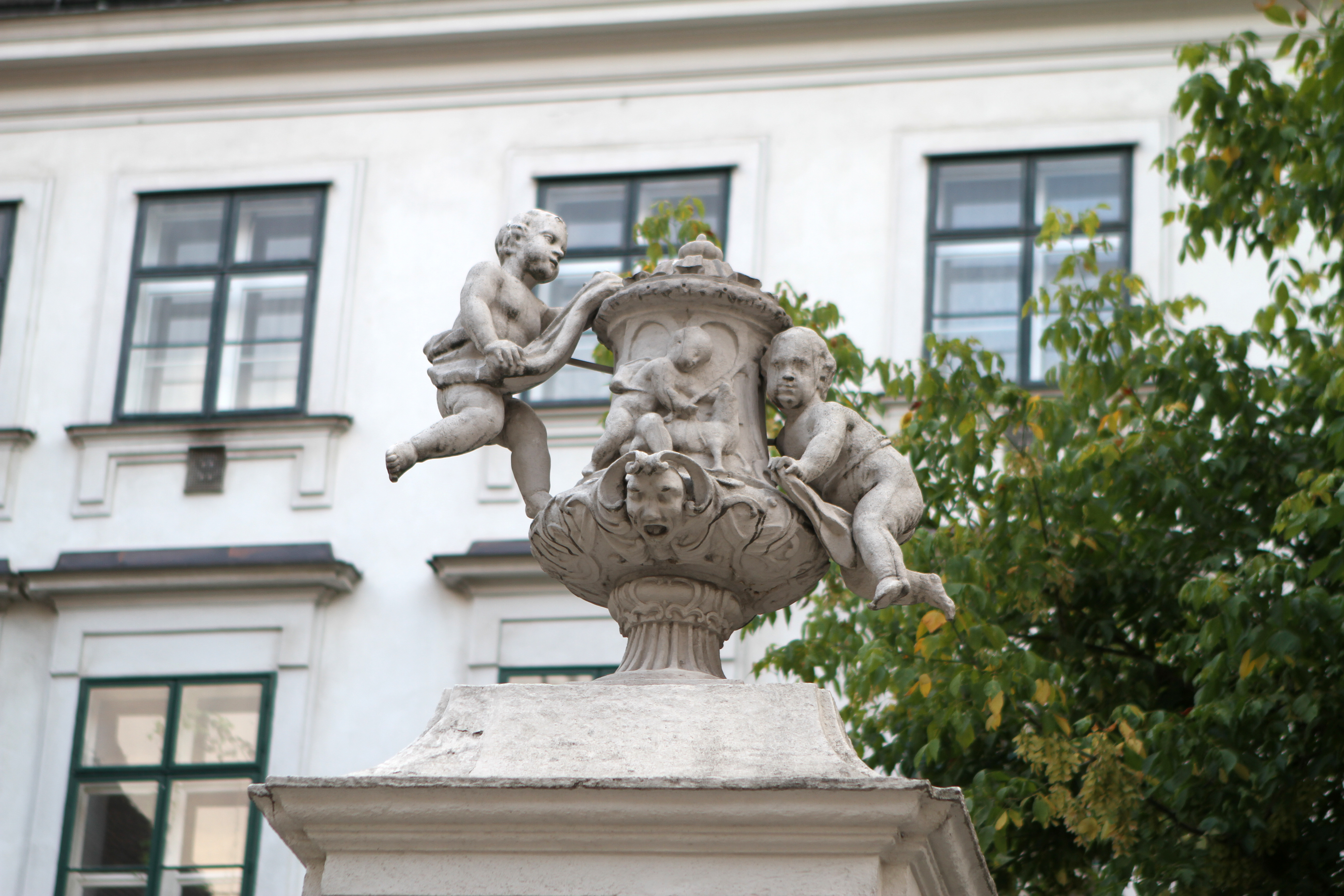
Heiligenkreuzerhof, Prälatur, Eingang mit Putti
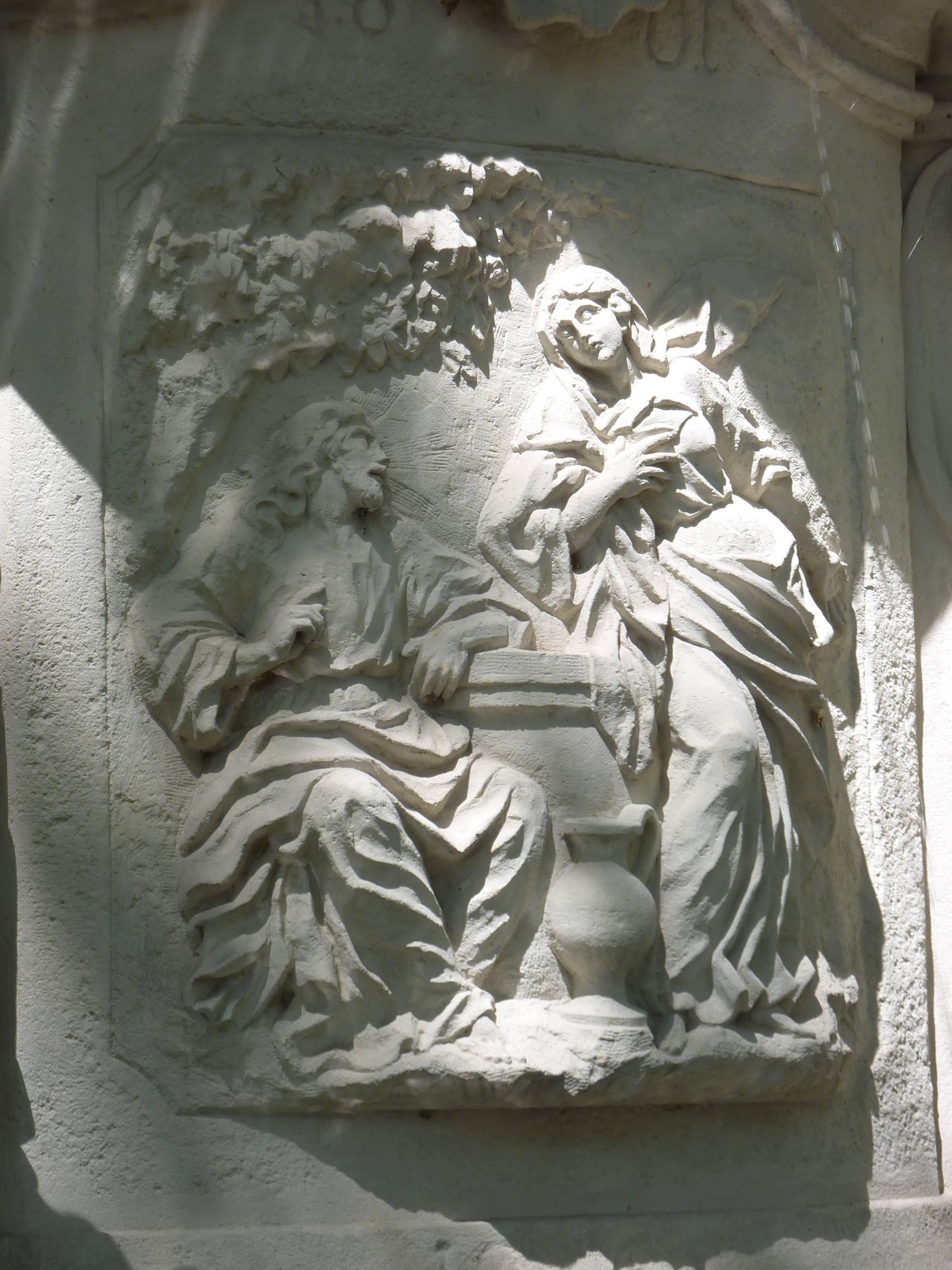
Relief Stift Heiligenkreuz
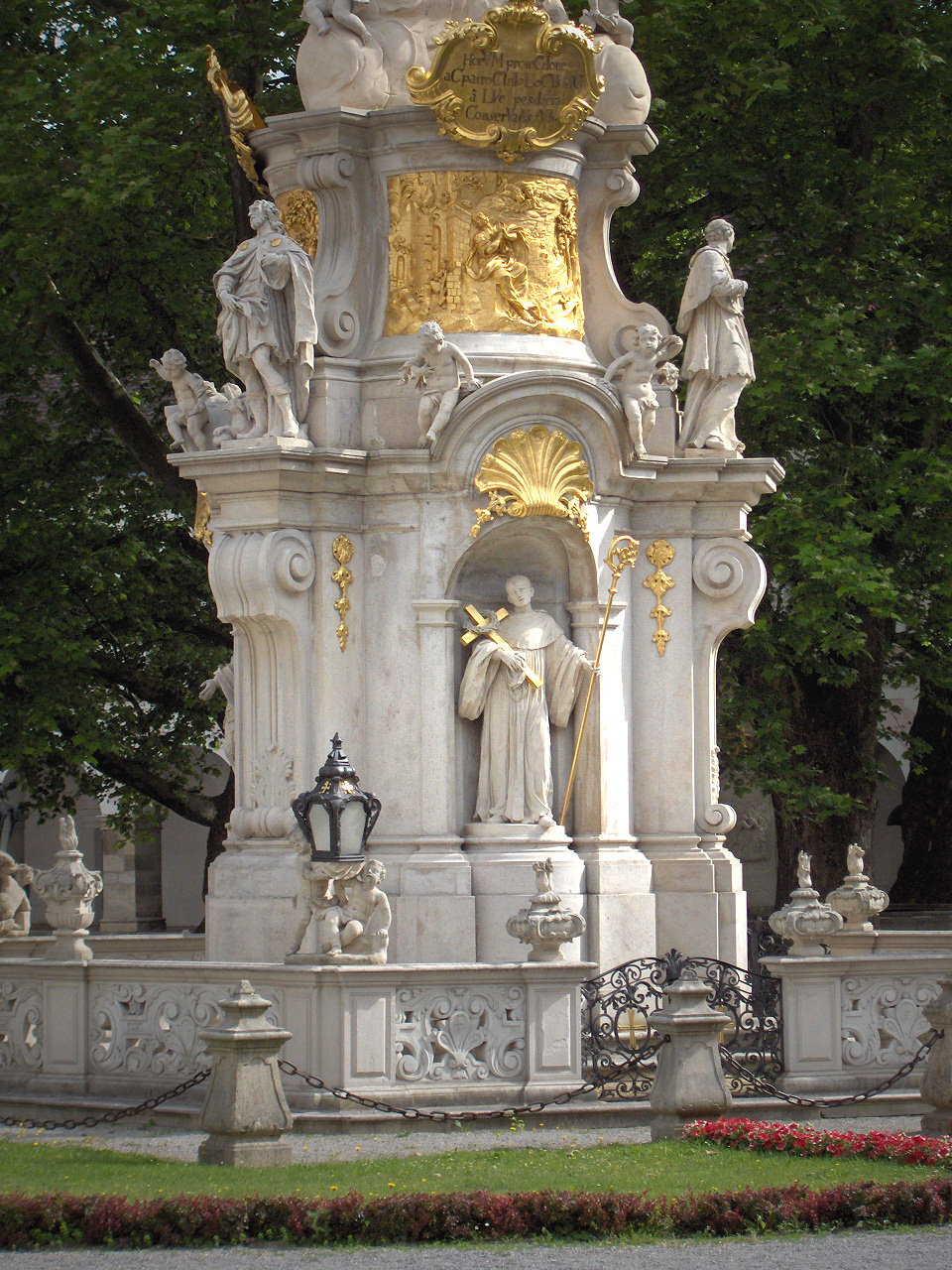
Dreifaltigkeitssäule Heiligenkreuz